# Cuenca (Equador)
Cuenca é a terceira maior cidade do Equador, capital da província de Azuay. Situa-se situada na serra, as "terras altas" do Equador, a 2 550 m de altitude. O seu nome completo é Santa Ana de los Ríos de Cuenca.
Foi fundada 1557, pelo explorador espanhol Diego Hurtado de Mendoza [es] e a sua independência foi declarada em 1820. Entretanto, a história do local remonta à vila nativa de Cañari de Guapondeleg ("terra tão grande quanto o céu", 500 d.C.), conquistada mais tarde pelo inca Tomebamba.
O seu centro histórico foi declarado Património da Humanidade pela UNESCO em 1999. Está na rota da estrada Bandeja-Americana.
A cidade de Cuenca, assim como Montecristi, também no Equador, é um renomado centro de produção dos chapéus-panamá.